# فریذلستاک
فریذلستاک (به انگلیسی: Frithelstock) یک روستا و محله مدنی در بریتانیا است که در Torridge واقع شده‌است.